# Vlagyimir Fjodorovics Vavilov
Vlagyimir Fjodorovics Vavilov (oroszul: Влади́мир Фёдорович Вави́лов; Szentpétervár, 1925. május 5. – Szentpétervár, 1973. március 11.) orosz lantművész, gitárművész és zeneszerző. Zenei tanulmányait a leningrádi Rimszkij-Korszakov Zeneművészeti Főiskolán folytatta. Fontos szerepe volt a régizene iránti érdeklődés fellendülésében a Szovjetunióban.

## Élete
Egyaránt aktív volt zenei előadóként – lanton és gitáron –, az állami zeneműkiadó zenei szerkesztőjeként, és zeneszerzőként is. Műveinél jellemzően tudatosan elrejtette saját szerzőségét, és általában más – főként reneszánsz és barokk, elvétve későbbi – komponistákat tüntetett fel azok szerzőjeként, nem ritkán teljesen figyelmen kívül hagyva az illető stílusát. Számos műve nagy karriert futott be, némelyik szinte már valódi népzenévé változott, melyekre több eltérő dalszöveg is született.
Elszegényedve halt meg, 47 évesen, hasnyálmirigyrák következtében, néhány hónappal az Aranyváros című műve bemutatása előtt, amely egyébként ugyancsak nagy siker lett.
Legismertebb, más zeneszerzőknek tulajdonított, vagy ismeretlen szerzőséggel publikált művei az alábbiak: 
- Сanzona – Francesco Canova da Milano. Anri Volohonszkij és Alekszej Hvosztyenko költők később dalszöveget is írtak a számra, amely az Aranyváros (The City of Gold, oroszul Город Золотой) címet kapta. A dal az 1980-as években filmzeneként is nagy sláger lett.[1]
- Mazurka – Andrej Szihra,
- Elégia – Mihail Viszockij,
- Orosz dal (tremoló tanulmány) – Mihail Viszockij,
- Ricercar – Niccolo Nigrino,
- Impromptu – Milij Balakirev.
- Ave Maria. Vavilov ezt az áriát ismeretlen szerző műveként jelentette meg, kora barokkos stílusa alapján később  Giulio Caccininak kezdték tulajdonítani. Gyakran előadott ária, olyan neves előadók is műsoraikra tűzték, illetve lemezre énekelték, mint Charlotte Church, Lesley Garrett, Andrea Bocelli vagy Sumi Jo.[1]
- Lantszvit: Pavane és Gallarde. Volohonszkij és Hvosztyenko e számra is írtak dalszöveget, mely A ló elvitte a kedvesemet (Darling was carried away by a horse, oroszul Конь унес любимого) címet kapta.[1][2][3]

## Fordítás
- Ez a szócikk részben vagy egészben  a   Vladimir Vavilov (composer) című angol Wikipédia-szócikk fordításán alapul.  Az eredeti cikk szerkesztőit annak laptörténete sorolja fel. Ez a jelzés csupán a megfogalmazás eredetét és a szerzői jogokat jelzi, nem szolgál a cikkben szereplő információk forrásmegjelöléseként.